# Zygmunt Nałęcz-Dobrowolski
Zygmunt Nałęcz-Dobrowolski (ur. 17 września 1880 w Warszawie, zm. 8 kwietnia 1949 w Kielcach) – polski działacz sportowy, nauczyciel gimnastyki w Gimnazjum im. Jana Śniadeckiego w Kielcach.
W młodości uczestniczył w pokazach gimnastycznych z maczugami w Pradze, gdzie przez przypadek zranił osobę znajdującą się na trybunie. Sędziował również zawody w Budzie, w których jeden z uczestników zmarł w wyniku upadku z trapezu. Pracę w Kielcach podjął na początku XX wieku. Jego żona pochodziła z rodziny mecenasa sztuki, Tomasza Zielińskiego. W Gimnazjum im. Jana Śniadeckiego gimnastyka, której uczył, stała się ośrodkiem zainteresowań całej szkoły. Nałęcz-Dobrowolski organizował pokazy gimnastyczne cieszące się dużym zainteresowaniem wśród mieszkańców Kielc. Jego wychowankiem był m.in. Jerzy Czarniecki, założyciel klubu sportowego Lechia Kielce. Ponadto Nałęcz-Dobrowolski ze względu na swoje zaangażowanie w rozwój sportu i kultury fizycznej, uczestniczył w roli polskiego działacza sportowego w letnich igrzyskach olimpijskich w Paryżu (1924). W latach 20. XX wieku pełnił także funkcję prezesa kieleckiego Towarzystwa Gimnastycznego Sokół. Odznaczony Złotym Krzyżem Zasługi.